# Temporada 2015 de Eurofórmula Open
La temporada 2015 de Eurofórmula Open fue la decimocuarta temporada de este campeonato. El brasileño Vitor Baptista ganó el campeonato por una distancia de 5 puntos, tras una dura lucha a lo largo de toda la temporada con Konstantin Tereshchenko, quien se pudo llevar el Campeonato de España. RP Motorsport lograba su cuarto campeonato de escuderías consecutivo. Como novedad se establece el Trofeo Rookie, que se entregará carrera por carrera al piloto debutante (o que haya disputado menos de 4 pruebas de F3) mejor classificado.

## Escuderías y pilotos
| Escudería                  | N.º | Piloto                  | Icono | Rondas   |
| -------------------------- | --- | ----------------------- | ----- | -------- |
| RP Motorsport              | 1   | Andrés Saravia          | E     | Todas    |
| RP Motorsport              | 3   | Vitor Baptista          | E     | Todas    |
| RP Motorsport              | 4   | Antoni Ptak Jr.         | R E   | Todas    |
| RP Motorsport              | 5   | Damiano Fioravanti      | E     | Todas    |
| RP Motorsport              | 37  | Igor Waliłko            | R E   | Todas    |
| MKTG                       | 2   | Dzhon Simonyan          | E     | 1–3      |
| MKTG                       | 2   | Kantadhee Kusiri        |       | 6–8      |
| Campos Racing              | 6   | Konstantin Tereshchenko | E     | Todas    |
| Campos Racing              | 7   | Diego Menchaca          | R E   | Todas    |
| Campos Racing              | 8   | Henrique Baptista       | E     | Todas    |
| Campos Racing              | 9   | Ahmad Al Ghanem         | R     | Todas    |
| Motul Team West-Tec F3     | 10  | Yarin Stern             | E     | Todas    |
| Motul Team West-Tec F3     | 12  | Mahaveer Raghunathan    | I     | 7        |
| Motul Team West-Tec F3     | 12  | Sam MacLeod             | I     | 8        |
| Motul Team West-Tec F3     | 15  | Tanart Sathienthirakul  | E     | Todas    |
| EmiliodeVillota Motorsport | 16  | Yu Kanamaru             | E     | Todas    |
| EmiliodeVillota Motorsport | 17  | José Manuel Vilalta     | R E   | Todas    |
| EmiliodeVillota Motorsport | 18  | Luis Michael Dörrbecker | E     | 1–3      |
| EmiliodeVillota Motorsport | 22  | Daniel Juncadella       | I     | 8        |
| EmiliodeVillota Motorsport | 27  | Otto Sánchez            | R E   | 1        |
| BVM Racing                 | 19  | William Barbosa         | E     | 1–4, 6–7 |
| BVM Racing                 | 20  | Javier Cobián           | R E   | 1        |
| BVM Racing                 | 30  | Alessio Rovera          | R E   | 2–4      |
| DAV Racing                 | 21  | Alessio Rovera          | R E   | 1, 6–7   |
| DAV Racing                 | 23  | Kang Ling               | I     | 7–8      |
| DAV Racing                 | 70  | Parth Ghorpade          | R     | 5–7      |
| DAV Racing                 | 77  | Leonardo Pulcini        | R E   | Todas    |
| Corbetta Competizioni      | 24  | Aleksey Chuklin         |       | 3–5      |
| Drivex School              | 28  | Ferdinand Habsburg      | I     | 8        |

| Icono | Significado                               |
| ----- | ----------------------------------------- |
| E     | Inscrito en el Campeonato de España de F3 |
| R     | Participa en el Trofeo Rookie             |
| I     | Piloto invitado                           |

## Calendario

### Series Invernales
| Ronda | Tipo    | Circuito             | Fecha      | Vencedor       |
| ----- | ------- | -------------------- | ---------- | -------------- |
| WS1   | Carrera | Circuito Paul Ricard | 7 de marzo | Yu Kanamaru    |
| WS2   | Carrera | Circuito Paul Ricard | 7 de marzo | Alessio Rovera |

### Temporada
| Ronda | Ronda | Circuito                       | Fecha           |
| ----- | ----- | ------------------------------ | --------------- |
| 1     | C1    | Circuito de Jerez              | 11 de abril     |
| 1     | C2    | Circuito de Jerez              | 12 de abril     |
| 2     | C1    | Circuito Paul Ricard           | 25 de abril     |
| 2     | C2    | Circuito Paul Ricard           | 26 de abril     |
| 3     | C1    | Autódromo do Estoril           | 9 de mayo       |
| 3     | C2    | Autódromo do Estoril           | 10 de mayo      |
| 4     | C1    | Silverstone Circuit            | 6 de junio      |
| 4     | C2    | Silverstone Circuit            | 7 de junio      |
| 5     | C1    | Red Bull Ring                  | 4 de julio      |
| 5     | C2    | Red Bull Ring                  | 5 de julio      |
| 6     | C1    | Circuit de Spa-Francorchamps   | 5 de septiembre |
| 6     | C2    | Circuit de Spa-Francorchamps   | 6 de septiembre |
| 7     | C1    | Autodromo Nazionale Monza      | 3 de octubre    |
| 7     | C2    | Autodromo Nazionale Monza      | 4 de octubre    |
| 8     | C1    | Circuit de Barcelona-Catalunya | 31 de octubre   |
| 8     | C2    | Circuit de Barcelona-Catalunya | 1 de noviembre  |

## Resultados

### Campeonato de pilotos
- Sistema de puntuación:

| 1  | 2  | 3  | 4  | 5  | 6 | 7 | 8 | 9 | 10 | PP | VR |
| -- | -- | -- | -- | -- | - | - | - | - | -- | -- | -- |
| 25 | 18 | 15 | 12 | 10 | 8 | 6 | 4 | 2 | 1  | 1  | 1  |

| Pos                                     | Piloto                  | JER | JER | LEC | LEC | EST | EST | SIL | SIL | RBR | RBR | SPA | SPA | MNZ | MNZ | CAT | CAT | Retención  | Pts |
| --------------------------------------- | ----------------------- | --- | --- | --- | --- | --- | --- | --- | --- | --- | --- | --- | --- | --- | --- | --- | --- | ---------- | --- |
| 1                                       | Vitor Baptista          | 2   | 5   | 1   | 2   | 4   | 1   | 2   | 3   | Ret | 1   | 1   | 1   | 1   | 2   | 3   | 5   | (301 - 10) | 291 |
| 2                                       | Konstantin Tereshchenko | 6   | 1   | 3   | 1   | 1   | 2   | 7   | 1   | 2   | 4   | 2   | 2   | 3   | Ret | 1   | 1   | (292 - 6)  | 286 |
| 3                                       | Yu Kanamaru             | 4   | 2   | 4   | 7   | 3   | 4   | 1   | 2   | Ret | 3   | 4   | 11  | 2   | 5   | 2   | 6   |            | 206 |
| 4                                       | Tanart Sathienthirakul  | 3   | 8   | 5   | 8   | 5   | 3   | 8   | 6   | 3   | 6   | 5   | 4   | Ret | 4   | 8   | 10  | (137 - 4)  | 133 |
| 5                                       | Yarin Stern             | Ret | 3   | 6   | 9   | 2   | Ret | 4   | 10  | 4   | 2   | 8   | 6   | Ret | 8   | 7   | 8   |            | 119 |
| 6                                       | Alessio Rovera          | 1   | 6   | 2   | 3   | 13  | 10  | 3   | 5   |     |     | 6   | Ret | Ret | 11  |     |     |            | 100 |
| 7                                       | Damiano Fioravanti      | 7   | 15  | 8   | 4   | 6   | 6   | 6   | 12  | 7   | 8   | 17  | Ret | Ret | 1   | 9   | 7   |            | 96  |
| 8                                       | Diego Menchaca          | 8   | 10  | 12  | Ret | 10  | 7   | 5   | 8   | 5   | 7   | 15  | 9   | 4   | 6   | 5   | 2   |            | 94  |
| 9                                       | Leonardo Pulcini        | Ret | Ret | 18  | 11  | 9   | 5   | Ret | 4   | 1   | 5   | 3   | Ret | 10  | 7   | 6   | DNS |            | 91  |
| 10                                      | Igor Waliłko            | Ret | 11  | 7   | Ret | 7   | 9   | 14  | 17  | 6   | 9   | 18  | 3   | 7   | 3   | 11  | Ret |            | 62  |
| 11                                      | William Barbosa         | 5   | 9   | 11  | 6   | Ret | 11  | 9   | 9   |     |     | 10  | 7   | 5   | Ret |     |     |            | 41  |
| 12                                      | Andrés Saravia          | Ret | 7   | 10  | 5   | 8   | 8   | 16  | 7   | 9   | Ret | 9   | 13  | 8   | 14  | 13  | 13  |            | 41  |
| 13                                      | Antoni Ptak Jr.         | 12  | 17  | 16  | 13  | 16  | 13  | 10  | 13  | Ret | Ret | 7   | 5   | Ret | 12  | 16  | 11  |            | 19  |
| 14                                      | Dzhon Simonyan          | 14  | 4   | 9   | Ret | Ret | DNS |     |     |     |     |     |     |     |     |     |     |            | 14  |
| 15                                      | Henrique Baptista       | Ret | Ret | 13  | 10  | 14  | 16  | 15  | 11  | 8   | 11  | 16  | 15  | 6   | 10  | Ret | 16  |            | 14  |
| 16                                      | Kantadhee Kusiri        |     |     |     |     |     |     |     |     |     |     | 13  | 8   | Ret | 9   | Ret | 9   |            | 13  |
| 17                                      | Ahmad Al Ghanem         | 9   | 18  | 15  | 15  | 15  | Ret | 12  | 15  | 12  | 13  | 11  | 14  | 9   | 15  | 14  | 15  |            | 4   |
| 18                                      | Parth Ghorpade          |     |     |     |     |     |     |     |     | 10  | 12  | 12  | 10  | 11  | Ret |     |     |            | 2   |
| 19                                      | José Manuel Vilalta     | Ret | 16  | 17  | 14  | Ret | 15  | 13  | 16  | 11  | 10  | 14  | 12  | 13  | 17  | 15  | Ret |            | 1   |
| 20                                      | Luis Michael Dörrbecker | 10  | 12  | 14  | 12  | 12  | 14  |     |     |     |     |     |     |     |     |     |     |            | 1   |
| 21                                      | Aleksey Chuklin         |     |     |     |     | 11  | 12  | 11  | 14  | Ret | NC  |     |     |     |     |     |     |            | 0   |
| 22                                      | Javier Cobián           | 11  | 14  |     |     |     |     |     |     |     |     |     |     |     |     |     |     |            | 0   |
| 23                                      | Otto Sánchez            | 13  | 13  |     |     |     |     |     |     |     |     |     |     |     |     |     |     |            | 0   |
| Pilotos invitados no aptos para puntuar |                         |     |     |     |     |     |     |     |     |     |     |     |     |     |     |     |     |            |     |
|                                         | Daniel Juncadella       |     |     |     |     |     |     |     |     |     |     |     |     |     |     | 4   | 3   |            | 0   |
|                                         | Ferdinand Habsburg      |     |     |     |     |     |     |     |     |     |     |     |     |     |     | 10  | 4   |            | 0   |
|                                         | Kang Ling               |     |     |     |     |     |     |     |     |     |     |     |     | 12  | 13  | Ret | 12  |            | 0   |
|                                         | Sam MacLeod             |     |     |     |     |     |     |     |     |     |     |     |     |     |     | 12  | 14  |            | 0   |
|                                         | Mahaveer Raghunathan    |     |     |     |     |     |     |     |     |     |     |     |     | 14  | 16  |     |     |            | 0   |
| Pos                                     | Piloto                  | JER | JER | LEC | LEC | EST | EST | SIL | SIL | RBR | RBR | SPA | SPA | MNZ | MNZ | CAT | CAT | Retención  | Pts |

| Color     | Resultado                                                               |
| --------- | ----------------------------------------------------------------------- |
| Oro       | Ganador                                                                 |
| Plata     | 2.ª plaza                                                               |
| Bronce    | 3.ª plaza                                                               |
| Verde     | Finalizó en los puntos                                                  |
| Azul      | Finalizó sin puntos                                                     |
| Azul      | NC - No clasificado                                                     |
| Violeta   | Ret - No terminó (Carrera)                                              |
| Rojo      | DNQ - No se clasificó                                                   |
| Negro     | DSQ - Descalificado                                                     |
| Blanco    | DNS - No empezó (carrera)                                               |
| Blanco    | WD - Retirado (fin de semana)                                           |
| Blanco    | C - Carrera cancelada                                                   |
| Sin color | DNP - Inscrito pero no participó                                        |
| Sin color | INJ - Lesionado                                                         |
| Sin color | EX - Excluido                                                           |
| Estado    | Resultado                                                               |
| Negrita   | Pole position                                                           |
| Cursiva   | Vuelta rápida                                                           |
| †         | Abandona, pero clasifica al completar el porcentaje requerido para ello |

### Campeonato de escuderías
- Sistema de puntuación:

| 1  | 2 | 3 | 4 | 5 |
| -- | - | - | - | - |
| 10 | 8 | 6 | 4 | 3 |

| Pos                                     | Escudería                  | JER | JER | LEC | LEC | EST | EST | SIL | SIL | RBR | RBR | SPA | SPA | MNZ | MNZ | CAT | CAT | Pts |
| --------------------------------------- | -------------------------- | --- | --- | --- | --- | --- | --- | --- | --- | --- | --- | --- | --- | --- | --- | --- | --- | --- |
| 1                                       | RP Motorsport              | 2   | 5   | 1   | 2   | 3   | 1   | 2   | 3   | 6   | 1   | 1   | 1   | 1   | 1   | 3   | 5   | 121 |
| 2                                       | Campos Racing              | 6   | 1   | 3   | 1   | 1   | 2   | 5   | 1   | 2   | 4   | 2   | 2   | 3   | 6   | 1   | 1   | 111 |
| 3                                       | EmiliodeVillota Motorsport | 4   | 2   | 4   | 7   | 2   | 4   | 1   | 2   | 11  | 3   | 4   | 11  | 2   | 5   | 2   | 6   | 79  |
| 4                                       | Motul Team West-Tec F3     | 3   | 3   | 5   | 8   | 4   | 3   | 4   | 6   | 3   | 2   | 5   | 4   | 14  | 4   | 7   | 8   | 54  |
| 5                                       | DAV Racing                 | 1   | 6   | 18  | 11  | 8   | 5   | Ret | 4   | 1   | 5   | 3   | 10  | 10  | 7   | 6   | DNS | 39  |
| 6                                       | BVM Racing                 | 5   | 9   | 2   | 3   | 12  | 10  | 3   | 5   |     |     | 10  | 7   | 5   | Ret |     |     | 29  |
| 7                                       | MKTG                       | 14  | 4   | 9   | Ret | Ret | DNS |     |     |     |     | 13  | 8   | Ret | 9   | Ret | 9   | 4   |
| 8                                       | Corbetta Competizioni      |     |     |     |     | 10  | 12  | 11  | 14  | Ret | NC  |     |     |     |     |     |     | 0   |
| Escudería invitada no apta para puntuar |                            |     |     |     |     |     |     |     |     |     |     |     |     |     |     |     |     |     |
|                                         | Drivex School              |     |     |     |     |     |     |     |     |     |     |     |     |     |     | 10  | 4   | 0   |

### Trofeos Rookie
| Pos | Piloto           | Trofeos          |
| --- | ---------------- | ---------------- |
| 1   | Alessio Rovera   | 5 en 12 carreras |
| 2   | Leonardo Pulcini | 5 en 15 carreras |
| 3   | Igor Waliłko     | 3 en 16 carreras |
| 3   | Diego Menchaca   | 3 en 16 carreras |

### Campeonato de España de F3
| 1  | 2  | 3  | 4  | 5  | 6 | 7 | 8 | 9 | 10 | PP | VR |
| -- | -- | -- | -- | -- | - | - | - | - | -- | -- | -- |
| 25 | 18 | 15 | 12 | 10 | 8 | 6 | 4 | 2 | 1  | 1  | 1  |

| Pos | Piloto                  | JER | JER | EST | EST | CAT | CAT | Pts |
| --- | ----------------------- | --- | --- | --- | --- | --- | --- | --- |
| 1   | Konstantin Tereshchenko | 6   | 1   | 1   | 2   | 1   | 1   | 134 |
| 2   | Vitor Baptista          | 2   | 5   | 4   | 1   | 3   | 5   | 97  |
| 3   | Yu Kanamaru             | 4   | 2   | 3   | 4   | 2   | 6   | 88  |
| 4   | Tanart Sathienthirakul  | 3   | 8   | 5   | 3   | 8   | 10  | 56  |
| 5   | Yarin Stern             | Ret | 3   | 2   | Ret | 7   | 8   | 50  |
| 6   | Diego Menchaca          | 8   | 10  | 10  | 7   | 5   | 2   | 42  |
| 7   | Damiano Fioravanti      | 7   | 15  | 6   | 6   | 9   | 7   | 36  |
| 8   | Alessio Rovera          | 1   | 6   | 13  | 10  |     |     | 34  |
| 9   | Leonardo Pulcini        | Ret | Ret | 9   | 5   | 6   | DNS | 22  |
| 10  | Andres Saravia          | Ret | 7   | 8   | 8   | 13  | 13  | 17  |
| 11  | Dzhon Simonyan          | 14  | 4   | Ret | DNS |     |     | 12  |
| 12  | William Barbosa         | 5   | 9   | Ret | 11  |     |     | 12  |
| 13  | Igor Waliłko            | Ret | 11  | 7   | 9   | 11  | Ret | 10  |
| 14  | Antoni Ptak             | 12  | 17  | 16  | 13  | 16  | 11  | 4   |
| 15  | Ahmad Al Ghanem         | 9   | 18  | 15  | Ret | 14  | 15  | 3   |
| 16  | Luis Michael Dörrbecker | 10  | 12  | 12  | 14  |     |     | 1   |
| 17  | Javier Cobián           | 11  | 14  |     |     |     |     | 0   |
| 18  | Otto Sánchez            | 13  | 13  |     |     |     |     | 0   |
| 19  | Henrique Baptista       | Ret | Ret | 14  | 16  | Ret | 16  | 0   |
| 20  | José Manuel Vilalta     | Ret | 16  | Ret | 15  | 15  | Ret | 0   |

| 1  | 2 | 3 | 4 | 5 |
| -- | - | - | - | - |
| 10 | 8 | 6 | 4 | 3 |

| Pos | Escudería                  | JER | JER | EST | EST | CAT | CAT | Pts |
| --- | -------------------------- | --- | --- | --- | --- | --- | --- | --- |
| 1   | Campos Racing              | 6   | 1   | 1   | 2   | 1   | 1   | 48  |
| 2   | RP Motorsport              | 2   | 5   | 4   | 1   | 3   | 5   | 39  |
| 3   | EmiliodeVillota Motorsport | 4   | 2   | 3   | 4   | 2   | 6   | 36  |
| 4   | Motul Team West-Tec F3     | 3   | 3   | 5   | 3   | 7   | 8   | 22  |
| 5   | DAV Racing                 | 1   | 6   | 9   | 5   | 6   | DNS | 16  |
| 6   | MKTG                       | 14  | 4   | Ret | DNS |     |     | 4   |
| 7   | BVM Racing                 | 5   | 9   | 13  | 10  |     |     | 3   |